# Jacob Thaysen Laursen
Pour les articles homonymes, voir Laursen.
Ne doit pas être confondu avec Jacob Barrett Laursen.
Jacob Thaysen Laursen est un footballeur danois né le 6 octobre 1971 à Vejle.

## Biographie

### En sélection
- 25 sélections et 0 but avec l'équipe du Danemark entre 1995 et 1999.

## Carrière
- 1989-1992 : Vejle BK  Danemark
- 1992-1996 : Silkeborg IF  Danemark
- 1996-2000 : Derby County  Angleterre
- 2000-2002 : FC Copenhague  Danemark
- 2002-2002 : Leicester City  Angleterre
- 2002-2002 : Wolverhampton Wanderers  Angleterre
- 2002-2002 : AGF Århus  Danemark
- 2002-2003 : Rapid Vienne  Autriche
- 2003-2004 : Vejle BK  Danemark
- 2004-2005 : FC Fredericia  Danemark